# Nádrž U Tokaniště
Nádrž U Tokaniště (německy Schwelle) je splavovací nádrž, která sloužila ke zlepšení stavu vody pro plavení dřeva z okolních lesů. Nádrž se nachází poblíž zaniklé obce Knížecí Pláně (Fürstenhut) v katastru obce Borová Lada (okres Prachatice, Jihočeský kraj) na Šumavě v nadmořské výšce asi 1020 m. Vodní nádrž U Tokaniště (německy Schwelle) byla zbudována v roce 1845 někým z knížat ze schwarzenberské primogenitury.

## Pobřeží
Nádrž má půdorys zhruba ve tvaru pravoúhlého trojúhelníku. Hráz nádrže (odvěsna) je dlouhá 60 metrů. Delší břeh nádrže měří asi 90 metrů. Celkový obvod nádrže činí asi 230 metrů.

## Vodní režim
Nádrž byla vybudována na Vltavském potoce, který je jejím přítokem i odtokem a zároveň ji také zleva obtéká.

## Přístup
Nádrž je přístupná po celý rok pěšky po slepé neznačené lesní cestě dlouhé 500 m. Na začátek této lesní cesty je možný přístup:
- Žlutá turistická značka z Borových Lad – 4,5 km.[3]
- Modrá a  žlutá turistická značka z Bučiny přes Knížecí Pláně – 4,5 km.[4]
- Modrá a  žlutá turistická značka z Horní Vltavice přes Knížecí Pláně – 16 km.[4]

## Galerie

Vodní nádrž U Tokaniště (pohledy z hráze nádrže)
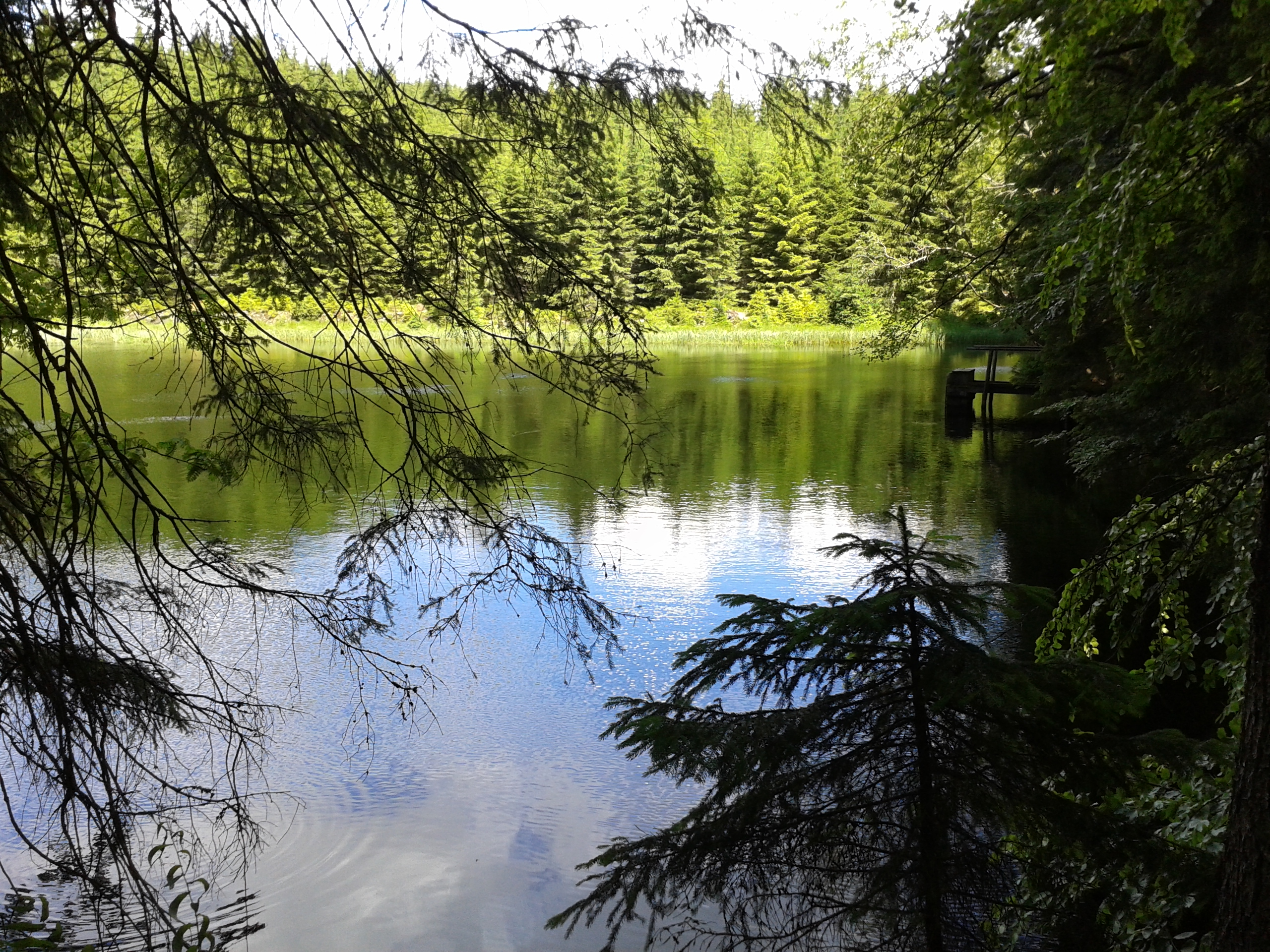
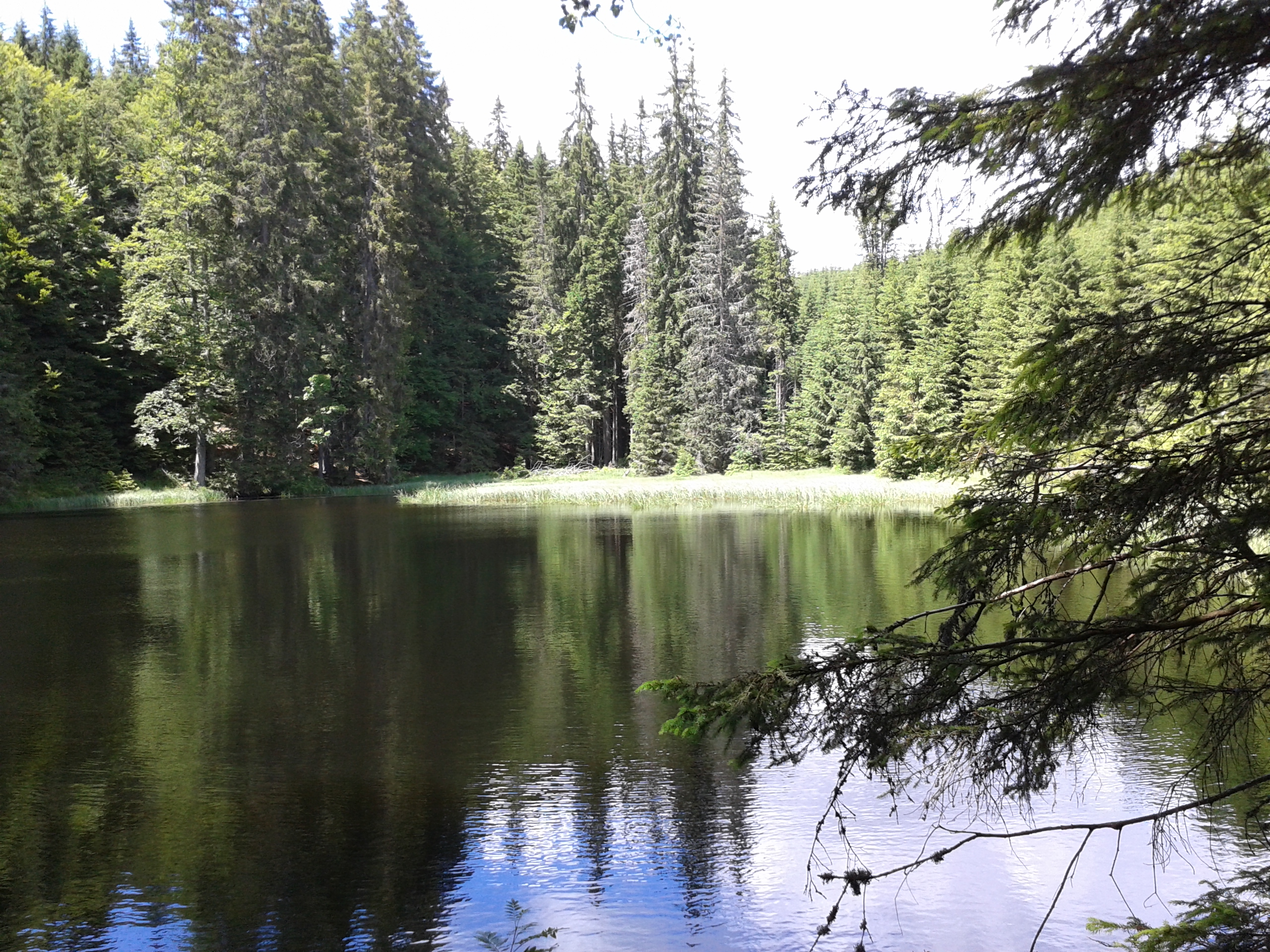
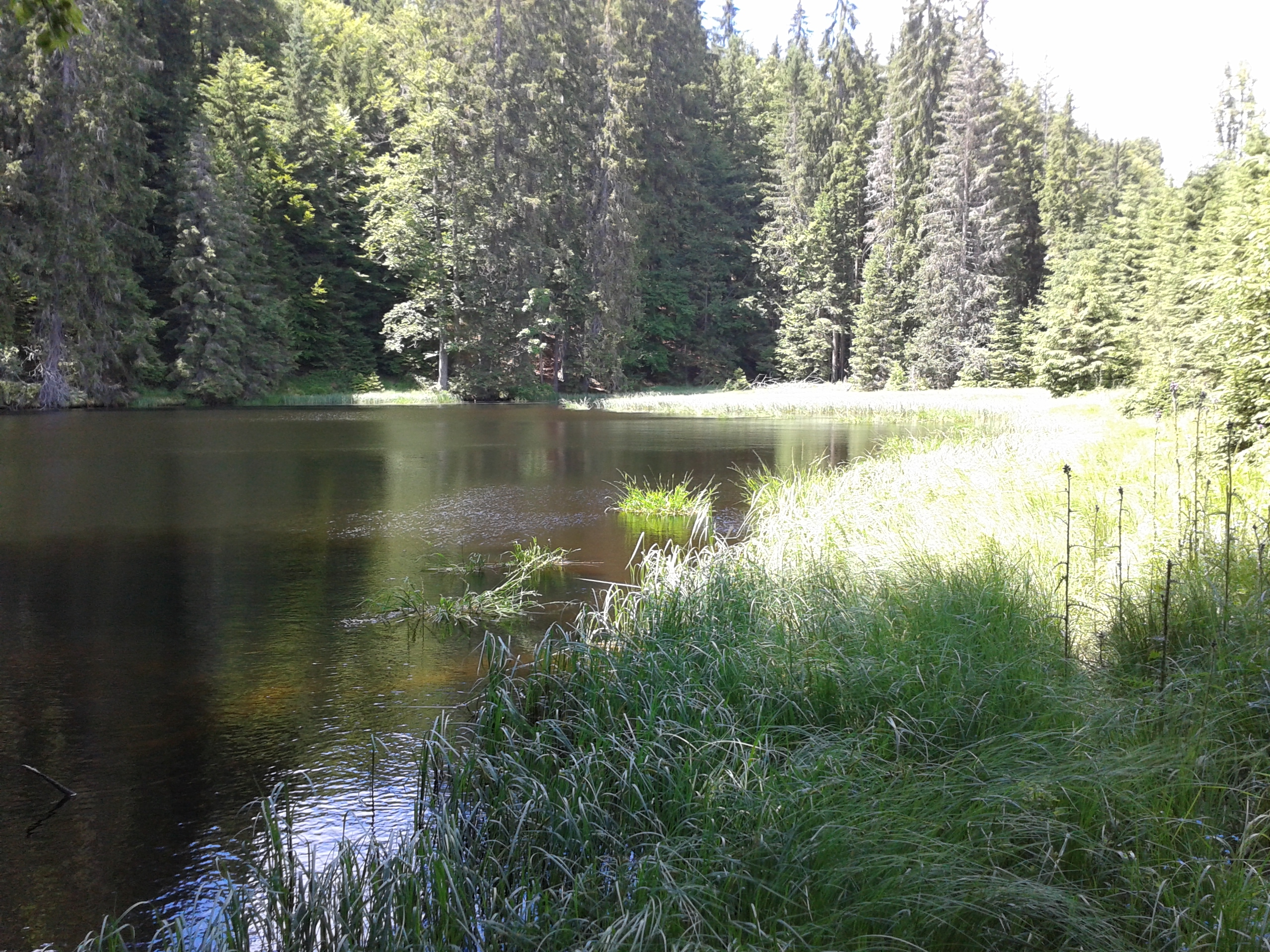